# Beverley Hughes, Baroness Hughes of Stretford

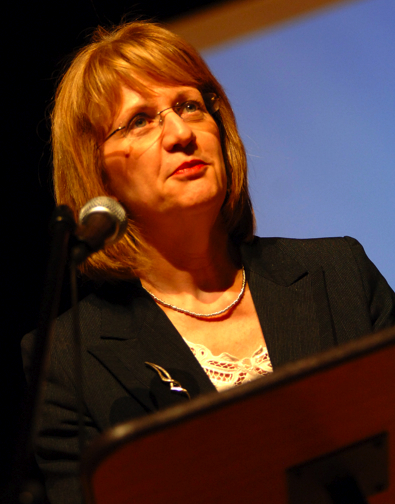
Beverley Hughes, Baroness Hughes of Stretford

Beverley Hughes, Baroness Hughes of Stretford (* 30. März 1950 in Ellesmere Port, Merseyside, England) ist eine britische Politikerin der Labour Party. Sie war von 2005 bis 2009 Ministerin für Kinder, Jugendliche und Familien und von 2008 bis 2009 Kabinettsmitglied der Regierung Gordon Brown. Seit 2010 ist sie als Life Peer Mitglied des House of Lords.

## Frühen Jahre und berufliche Karriere
Sie wurde am 30. März 1950 in Ellesmere Port im Nordwesten von England geboren. Sie besuchte die damalige Ellesmere Port Girls' Grammar School und später die Universität Manchester, an der sie 1971 mit einem Bachelor of Science in den Sozialwissenschaften abschloss. Ein Diplom in Applied Social Studies (angewandte Sozialstudien) erwarb sie 1974 an der Universität Liverpool. Von 1971 bis 1976 arbeitete sie als Bewährungshelferin in Merseyside. Für ihre Forschungsarbeiten in Bezug auf Fürsorgemaßnahmen für Schizophreniekranken wurde sie 1978 an der Universität Manchester mit dem Master of Science ausgezeichnet.
1976 zog sie als wissenschaftliche Mitarbeiterin der Universität Manchester nach Flixton, Greater Manchester, wo sie heute noch lebt. 1981 bekam sie an dem Department of Social Policy (Abteilung für Sozialpolitik) der Universität eine Dozentenstelle, wurde 1994 dessen Leiterin und führte die Abteilung für drei Jahre bis 1997.

## Politische Karriere
Ihre politische Karriere begann mit der Wahl zum Ratsmitglied des Trafford Metropolitan Borough Council (Stadtrat) im Jahr 1986. In den folgenden Jahren übernahm sie verschiedene Führungsaufgaben, wie 1992 die des Labour Group Leaders (Leitung innerhalb der Labour Party), wurde im selben Jahr Direktorin der Trafford Park Development Corporation und übernahm 1995, während sie Direktorin des Manchester Airport wurde, noch die Position des Leader of Trafford Council (Leitung des Stadtrates).
1997 trat sie zu den Parlamentswahlen für die Labour Party im Wahlkreis Stretford und Urmston in Greater Manchester an, bekam das Mandat und gab alle ihre Ämter und Positionen in der Lokalpolitik auf. Sie hielt den Parlamentssitz bis 2010 und hatte bis dahin folgende politische Ämter inne:
- 1997 – Mitglied des Home Affairs Select Committee.
- 1998–1999 – Parliamentary Private Secretary (PPS) (Parlamentarische Privatsekretärin) des Minister of State für Umwelt, Transport und Regionen, Hilary Armstrong.
- 1999–2001 – Parliamentary Under-Secretary of State für Umwelt, Transport und Regionen.
- 2001–2002 – Parliamentary Under-Secretary of State für Strafvollzug und Bewährung.
- 2002–2003 – Minister of State für Immigration und Staatsbürgerschaft im Home Office.
- 2003–2004 – Minister of State für Immigration, Staatsbürgerschaft und Terrorismusbekämpfung im Home Office.
- 2004 – zum Mitglied des Privy Council berufen.
- 2005–2007 – Minister of State für Kinder, Jugendliche und Familien.
- 2007–2009 – Minister of State für Kinder und Jugendgerichte.
- 2007–2009 – Ministerin für den Nordwesten.
- 2008–2009 – Mitglied des Kabinetts Brown.[1][2]

Im Juni 2009 trat sie aus familiären Gründen, wie sie angab, von all ihren Ämtern zurück. Auch einer erneuten Kandidatur zu den Parlamentswahlen wollte sie sich nicht mehr stellen. Obwohl auch ihr im Zuge des Skandals um Aufwandsabrechnungen britischer Abgeordneter Unregelmäßigkeiten vorgeworfen wurden, lehnte sie es strikt ab, ihren Rücktritt in diesem Zusammenhang zu sehen.
Am 26. Juli 2010 wurde sie als Baroness Hughes of Stretford, of Ellesmere Port in the County of Cheshire, zur Life Peeress erhoben und dadurch Mitglied des House of Lords.
Seit 2011 ist sie Sprecherin für den Bereich Bildung in ihrer Partei.

## Privates
Beverley Hughes ist seit 1973 mit Thomas McDonald verheiratet und hat zwei Töchter und einen Sohn.